# Nana blanca polsant
Una  nana blanca polsant és una estrella nana blanca amb lluminositat variable degut a polsacions d'ona de gravetat no radials dins d'ella mateixa. Els tipus coneguts de nanes blanques polsants inclouen les DAV o ZZ Ceti, estrelles amb atmosferes on domina l'hidrogen i de tipus espectral DA, pp. 891, 895; DBV, or V777 Her,estrelles amb atmosferes on domina l'heli i de tipus espectral DB, p. 3525;i estrelles GW Vir amb atmosferes amb predomini d'heli, carboni i oxigen i de tipus espectral PG 1159. (Alguns autors també inclouen les estrelles no-PG 1159 dins la classe d'estrelles GW Vir.) Les estrelles GW Vir es poden subdividir en estrelles DOV i PNNV;, §1.1, 1.2; no són, estrictament parlant, nanes blanques, però es podria dir pre-nanes blanques que encara no han arribat a la regió de nana blanca del diagrama de Hertzsprung-Russell., § 1.1; També s'han proposat com a prototipus de nana blanca un subtipus d'estrelles DQV amb atmosferes on domina el carboni.
Aquestes estrelles variables mostren petites variacions de llum (1%–30%), sorgint d'una superposició de modes vibracionals amb períodes que van de centenars fins a milers de segons. Les observacions d'aquestes variacions permet obtenir dades astrosismològiques sobre l'interior de les nanes blanques.

## Estrelles DAV
| Tipus de nanes blanques polsants, §1.1, 1.2; |                                                                                 |
| DAV (GCVS: ZZA)                              | Tipus espectral DA, Només tenen línies d'absorció d'hidrogen en el seu espectre |
| DBV (GCVS: ZZB)                              | Tipus espectral DB, només tenen línies d'absorció d'heli en el seu espectre     |
| GW Vir (GCVS: ZZO)                           | Atmosfera principalment de C, He i O; es poden dividir en estrelles DOV i PNNV  |
| DQV                                          | Tipus espectral DQ; Atmosfera calenta dominada pel carboni                      |

Els primers càlculs suggeriren que les nanes blanques podrien variar amb períodes al voltant de 10 segons, però les recerques dutes a terme durant els anys 60 no ho pogueren observar., § 7.1.1; La primera nana blanca variable que es trobà fou HL Tau 76; el 1965 i 1966, l'astrònom americà Arlo U. Landolt l'observà variar amb un període d'aproximadament 12,5 minuts. La raó d'un període més llarg del predit és que la variabilitat de HL Tau 76, com la d'altres nanes blanques variables polsants conegudes, sorgeix de polsacions d'ones de gravetat no radials., § 7. El 1970, es trobà una altra nana blanca, Ross 548, amb el mateix tipus de variabilitat que HL Tau 76; el 1972, se li donà la designació d'estrella variable ZZ Ceti. El nom ZZ Ceti també es refereix a aquesta classe de nanes blanques variables polsants, que, com consisteixen en nanes blanques amb atmosferes d'hidrogen, també s'anomenen DAV., pp. 891, 895. Aquestes estrelles tenen períodes entre 30 segons i 25 minuts i en troben en un estret marge de temperatura efectiva d'entre el 12.500 a 11.100 K. La mesura de la raó de canvi del període amb el temps per a les polsacions d'ona de gravetat en les estrelles ZZ Ceti és una mesura directa de l'escala de temps de refredament d'una nan blanca DA, que al seu torn pot donar una mesura independent de l'edat del disc galàctic.

## Estrelles DBV
El 1982, D. E. Winget i els seus col·laboradors suggeriren que les nanes blanques amb atmosferes d'heli i temperatures superficials al voltant de 19.000 K també podrien polsar., p. L67. Winget feu recerca i trobà que GD 358 era una nana blanca variable DB, o DBV. Aquesta fou la primera predicció d'una classe d'estrella variable abans de la seva observació., p. 89. El 1985, aquesta estrella rebé el noms de V777 Her, que és alhora un altre nom per aquesta classe d'estrelles variabless.; , p. 3525 Aquestes estrelles tenen temperatures efectives al voltant dels 25.000K., p. 895.

## Estrelles GW Vir
El tercer tipus de nanes blanques variables polsants conegut és el GW Vir, algunes vegades subdividit en estrelles DOV i PNNV. El seu prototip és PG 1159-035., §1.1. Aquesta estrella (també el prototip per la classe d'estrelles PG 1159) s'observà variar el 1979, i se li donà el nom GW Vir in 1985, donant el seu nom a la classe. Aquestes estrelles no són, parlant estrictament, nanes blanques; més aviat, són estrelles que es troben dins el diagrama Hertzsprung-Russell entre la branca asimptòtica gegant i la regió de nana blanca. Es podrien anomenar pre-nanes blanques., § 1.1; Són calentes, amb temperatura superficial entre els 75.000 K i els 200.000 K, i tenen atmosferes dominades per l'heli, el carboni, i l'oxigen. Poden tenir gravetats superficials relativament baixes (log g ≤ 6.5.), Table 1 Es pensa que aquestes estrelles es refredaran i es convertiran en nanes blanques DO., § 1.1.
Els períodes de modes vibracionals de les estrelles GW Vir varien des dels 300 als 5.000 segons., Taula 1 Com s'excitaven les polsacions en les estrelles GW Vir fou estudiat als 1980 Es pensà des del principi que el mecanisme d'excitació el causava l'anomenat mecanisme-κ associat amb carboni ioniotzat i oxigen en l'embolcall sota la fotosfera, però es pensà que el mecanisme no funcionaria si l'heli hi era present. Això no obstant, sembla que la inestabilitat pot existir inclús amb presència d'heli., §1.

## Estrelles DQV
Patrick Dufour, James Liebert i els seus col·laboradors han descobert recentment una nova classe de nana blanca, amb tipus espectral DQ i atmosfera calenta dominada pel carboni. Teòricament, aquestes nanes blanques haurien de polsar a temperatures a les que les seves atmosferes estarien parcialment ionitzades. Les observacions fetes a l'Observatori McDonald suggereixen que SDSS J142625.71+575218.3 és d'aquest tipus de nana blanca; per tant, seria el primer membre d'una nova classe DQV de nana blanca polsant. Això no obstant, és també possible que sigui un sistema binari de nana blanca amb un disc d'acreció d'oxigen-carboni.